# Slaget ved Fort Hindman
Slaget ved Fort Hindman, eller slaget ved Arkansas Post blev udkæmpet mellem den , 9. – 11. januar 1863 nær udmundingen af Arkansasfloden ved Arkansas Post, Arkansas som led i Vicksburg kampagnen i den amerikanske borgerkrig.

## Baggrund
Den konfødererede armé byggede et befæstning af jord i nærheden af Arkansas Post, 70 km nede ad floden fra Pine Bluff for ast beskytte Arkansas-floden og som en base til at afbryde skibsfarten på Mississippifloden. Fortet fik navnet Fort Hindman til ære for general Thomas C. Hindman fra Arkansas. Det var bemandet med ca. 5.000 mand, primært kavaleri fra Texas og infanteri fra Arkansas som var formeret i tre brigader under brigadegeneral Thomas J. Churchill.
Unionens generalmajor John A. McClernand var en ambitiøs politiker og havde fået lov fra præsident Abraham Lincoln til at iværksætte en offensiv med en hær på korpsstyrke mod Vicksburg fra Memphis, Tennessee og håbede på militær hæder (og efterfølgende politisk gevinst). Planen var i modstrid med den som lederen af Army of the Tennessee, generalmajor Ulysses S. Grant forfulgte. McClernand beordrede Grants underordnede, generalmajor William T. Sherman, til at slutte sine tropper sammen med McClernands, og kaldte de to korps, der udgjorde ca. 33.000 mand for Army of the Mississippi. Han iværksatte sin jagt på hæder den 4. januar med et kombineret hær-flåde fremstød mod Arkansas Post frem for Vicksburg, som han havde meddelt det til Lincoln (og undlod at fortælle Grant og den øverstkommanderende Henry W. Halleck).

## Slaget
Unionsskibe begyndte at landsætte tropper nær Arkansas Post om aftenen den 9. januar, og tropperne begyndte at bevæge sig op ad floden mod Fort Hindman. Shermans korps løb de konfødererede skyttegrave over ende, og fjenden trak sig tilbage til fortets beskyttelse og de omkringliggende skyttehuller. Flag Officer (kontreadmiral) David Dixon Porter lod den 10. januar sin flåde sejle mod Fort Hindman og bombarderede det, indtil den trak sig tilbage ved solnedgang. Unionsartilleri beskød fortet fra stillinger på den anden side af floden den 11. januar og ødelagde de fleste kanoner i fortet. Infanteriet gik i stilling til et angreb og Porters flåde passerede det for at forhindre enhver retræte. Som følge af denne omringning og angrebet fra McClernands tropper overgav den konføderede kommandant sig om eftermiddagen trods ordrer fra brigadegeneral Thomas J. Churchill om at han skulle forsvare fortet for enhver pris.
Resultatet af slaget var tab op i alt 6.547. Unionen mistede 1.047, heraf 134 døde. De konfødererede mistede omkring 5.500 hvoraf langt de fleste overgav sig. Selv om Unionens tab var store og sejren ikke bidrog til erobringen af Vicksburg, fjernede den endnu en forhindring for Unionens skibsfart på Mississippi. Grant var rasende over at McClernand havde afveget var den overordnede kampagnestrategi, beordrede ham tilbage til Mississippi, nedlagde Army of the Mississippi og tog selv kommandoen over Vicksburg kampagnen.

## Unionens slagorden

### Army of the Mississippi: generalmajorJohn A. McClernand
13. Korps: Brigadegeneral George W. Morgan

1. Division: Brigadegeneral Andrew J. Smith

- 1. Brigade: Brigadegeneral Stephen G. Burbridge
- 2. Brigade: Oberst William J. Landram

2. Division: Brigadegeneral Peter J. Osterhaus

- 1. Brigade: Oberst Lionel A. Sheldon
- 2. Brigade: Oberst Daniel W. Lindsey
- 3. Brigade: Oberst John F. DeCourcy

15. Korps Generalmajor William T. Sherman

1. Division: Brigadegeneral Frederick Steele

- 1. Brigade: Brigadegeneral Francis Preston Blair, Jr.
- 2. Brigade: Brigadegeneral Charles E. Hovey
- 3. Brigade: Brigadegeneral John Milton Thayer

2. Division: Brigadegeneral David Stuart

- 1. Brigade: Oberst Giles A. Smith
- 2. Brigade: Oberst Thomas K. Smith

### Flådestyrker: Flag OfficerDavid Dixon Porter
50 transportskibe og 13 kanonbåde, herunder USS New Era, USS Black Hawk, USS Lexington, USS Monarch, USS Glide, USS Rattler og panserskibene USS Louisville, USS Cincinnati og USS Baron DeKalb.

## Konfødereret slagorden
Fort Hindmans Garnison: Brigadegeneral Thomas J. Churchill

1. Brigade: Oberst Robert R. Garland

2. Brigade: Oberst James Deshler

3. Brigade: Oberst John W. Dunnington